# Ede Margalić
Ede Margalić (mađ. Ede Margalits, Zagreb, 17. ožujka 1849. – Sombor, 23. lipnja 1940.),  hrvatski jezikoslovac, gimnazijski i sveučilišni profesor i kulturni djelatnik, prevoditelj, poznati latinac, slavist i leksikograf
Obnašao je i dužnost upravitelja Hrvatsko-slavonskog instituta, predsjednika zemaljske udruge katoličkih pisaca i novinara »Pazmanj«, predsjednika najvećeg i najstarijeg katoličkog književnog društva »Sv. Stjepan«, prvog tajnika znamenitog Godišnjaka povijesnih društava Bačko-bodroške županije, doživotnog počasnog predsjednika obnovljenog povijesnog društva u Somboru, državnog povjerenika nad svim slavenskim školama u Ugarskoj.
Suvremenici su ga smatrali Mađarom, premda se sam nije tako izjašnjavao. Zbog svog ugleda, bio je i na audijenciji kod kralja u Beču, pa i kod samog pape u Vatikanu.

## Životopis
Rođen u Zagrebu od oca Andrije Margalića i majke Dore Koós. Školovanje se na isusovačkoj gimnaziji u Kaloči koja je onda bila na glasu po redu i stezi, zbog koje su svi velikaši ovdje beziznimno školovali svoju djecu. Školovanje je nastavio u Beču. Pohađao je Teološki fakultet Pazmaneum, gdje mu je uz ostale predavao i glasoviti profesor za istočne jezike prof. Žocka. Od kolovoza 1876. pohađao je Collège de France i École des lengues vivantes orientales u Sorboni, gdje je među slušačima bio i sami car
Visoke škole Margalić završio je u Pešti, Beču i Parizu na Sorboni. Govorio je osam jezika. Kao profesor radio je u nekoliko gradova: Baji, Pešti i Somboru. U Sombor je došao kao profesor gimnazije. Toliko je zavolio Sombor da je odlučio nastaniti se u njemu. U Somboru je ostao i poslije raspada Austro-Ugarske. Nakon nekoliko godina rada kao profesor postao je ravnateljem iste gimnazije. Zahvaljujući naporima koje je Margalić uložio Sombor je dobio novu gimnazijsku zgradu, u kojoj se i danas nalazi gimnazija (Gimnazija Veljko Petrović).
Poslije gimnazije otišao je u Budimpeštu gdje se zaposlio na sveučilištu.
Razvitkom hrvatsko-mađarskih političkih odnosa 1894. godine otvorena je na Sveučilištu Eötvösa Loránda u Budimpešti katedra za hrvatski jezik i književnost. To je bila naznaka promjene u svjetskoj slavistici i nagovještaji nove slavističke paradigme, koja se morala suočiti s potrebom studiranje živih slavenskih jezika pojedinačno, posebice jezika južnih Slavena, umjesto dotadašnjeg poredbenog pristupa. Margalić je u početku svoj nastavni rad ograničio samo na hrvatski jezik i književnost, a postupno je u obzir uzeo i srpsku književnost. Na katedri ga je naslijedio povjesničar hrvatske književnosti Rezsö Szegedy (Šid, 1873. - Budimpešta, 1922.).
Margalić je mnogo pridonio kulturi i prosvjeti Sombora. Među inicijatorima je osnivanja Povijesnog društva Bačko-bodroške županije. Margalić je u somborskoj Bačkoj 29. kolovoza 1882. objavio poziv za formiranje tog društva. Margalić je izabran za prvog tajnika. Usvojeni Nacrt pravila Povijesnog društva izradio je sami Margalić, a poslije ih je odobrio ministar unutarnjih poslova 21. ožujka 1884. godine. Margalić je i osnivač i urednik Godišnjaka Povijesnog društva koji je izlazio do 1918. godine. Društvu je rad postupno zamirao nakon 1916. godine, a Margalić je 1936. godine na molbu Sime Tepavice, Julija Brajera i Đorđa Antića opet pokrenuo slično društvo, koje bi bilo pravni sljednik razriješenog Društva i uskoro je osnovano Povijesno društvo u Somboru. Obnovom rada Povijesnog društva 25. travnja 1936. godine Margalić je izabran je doživotnog počasnog predsednika tog društva.
Prevodio je djela književnosti na hrvatskom jeziku i književnosti na srpskom jeziku na mađarski. Objavio je dvije zbirke poslovica s 14 jezika: 
- Florilegium proverbiorum universae latinitatis, 13 458 poslovica iz cijelog svijeta, 1895., Budimpešta
- Isten a vilag kozmondasaiban. Bog u poslovicama cijelog svijeta u dva sveska, u kojima se u poslovicama spominje Bog, s 12 jezika. Poslovice citirane na izvornom jeziku i s prijevodom na mađarski, 1910., Budimpešta.[3]

Margalić je uz gimnastičara Ivana Ivančevića, glazbenika Josifa Šlezingera, glumicu Milku Grgurovu i književnika Anastasija Nikolića prikazan u dokumentarnom filmu o zaboravljenim velikanima grada Sombora Zaboravljeni Somborci, snimljenog 2015. u produkciji somborske Gradske knjižnice Karlo Bijelicki i produkcije Rombos.

## Odlikovanja
Margalić je dobio sljedeća odlikovanja:
- 1884. Zlatna medalja s krunom za mnogostrani rad u Bačkoj
- 1912. Papski viteški križ svetog Grgura
- 1912. Orden kralja Petra I
- 1914. Viteški križ željezne krune
- 1939. Treći stupanj jugoslavenske krune

## Daljnja literatura
- (srp.) Autobiografija Ede Margalića (ost. autori Radivoj Stokanov), Zbirka Biblioteka Somborska baština ; knj. 1, Sombor : Časopis `Dometi` : Gradska biblioteka `Karlo Bijelicki`, 2004. (Budisava : KriMel), ISBN 86-81749-11-0